# یوایچی یودا
یوایچی یودا (ژاپنی: 要田 勇一؛ زادهٔ ۲۵ ژوئن ۱۹۷۷) یک بازیکن فوتبال اهل ژاپن است.
از باشگاه‌هایی که در آن بازی کرده‌است می‌توان به باشگاه فوتبال ویسل کوبه، باشگاه فوتبال یوکوهاما و باشگاه فوتبال جف یونایتد چیبا اشاره کرد.